# Osmitopsis osmitoides
Osmitopsis osmitoides là một loài thực vật có hoa trong họ Cúc. Loài này được (Less.) K.Bremer mô tả khoa học đầu tiên năm 1972.